# Niendorf (Amt Schönberger Land)
Pour les articles homonymes, voir Niendorf.
Niendorf est une ancienne municipalité allemande du land de Mecklembourg-Poméranie-Occidentale et l'arrondissement du Mecklembourg-du-Nord-Ouest.